# Steve Reich

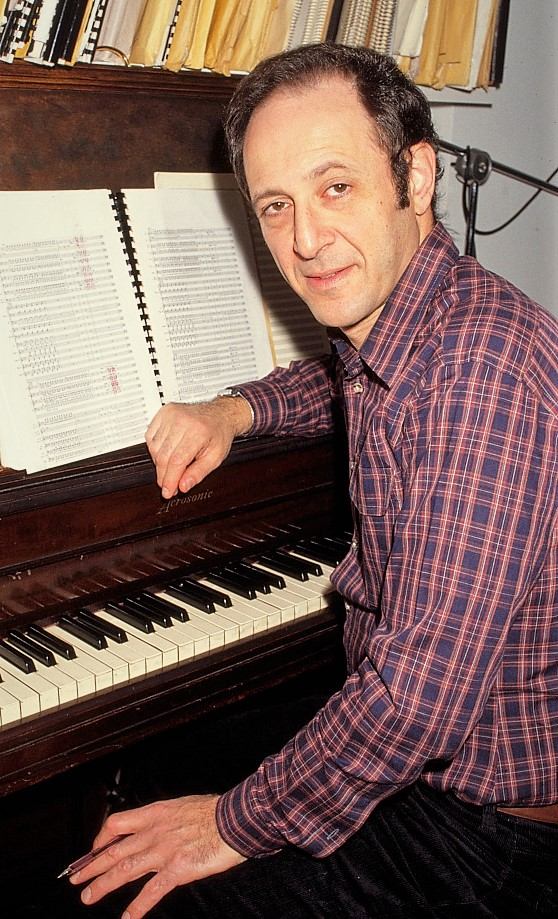
Steve Reich (um 1983)

Steve Reich [ɹaɪʃ] (eigentlich Stephen Michael Reich; * 3. Oktober 1936 in New York City, New York) ist ein US-amerikanischer Komponist, Pianist und Schlagzeuger, der vor allem im Bereich der Minimal Music bekannt ist und als einer ihrer Pioniere gilt, obwohl er in späteren Werken vom puren minimalistischen Stil Abstand nahm. Er gilt dennoch allgemein, zusammen mit Philip Glass, Terry Riley und La Monte Young, als einer der wichtigsten Vertreter der (American) Minimal Music.
Reichs Œuvre umfasst zahlreiche Vokal- und Orchesterwerke für Orchester oder Ensembles, Quartette, multimediale Performances und andere Kammermusik- und Solokompositionen mit sehr unterschiedlichen Kompositionsansätzen.
Seine Inspirationen entstammen sowohl ursprünglicher afrikanischer Trommelmusik oder balinesischer Gamelan-Musik, als Ausdruck nicht-westlicher Volksmusik, wie auch elektronischen Techniken oder dem Phasing, Musik des Barock, der Renaissance oder des Mittelalters, bis hin zu Psychedelic Rock, Jazz und Komponisten des 20. Jahrhunderts. Ausdrücklich bezieht er sich nicht auf Komponisten der Klassik, Romantik oder seriellen Musik.
Steve Reich wurde als „größter lebender Komponist Amerikas“ (The Village Voice) und „originellster musikalischer Denker unserer Zeit“ (The New Yorker) bezeichnet; für die New York Times gehört er „zu den großen Komponisten des Jahrhunderts“.

## Leben

### Herkunft und Kindheit
Steve Reich wurde 1936 als Sohn der Sängerin, Broadway-Texterin und Dichterin June Carroll (geb. Sillman; * 1917 in Detroit, Michigan; † 16. Mai 2004 in Los Angeles) und des Anwalts Leonard J. Reich (* 14. September 1904 in New York City; † 10. Juli 1991 in Palm Beach, Florida) in eine deutsch-jüdische Familie geboren. Seine Eltern trennten sich bereits 1937, kurz nach seinem ersten Geburtstag. Er blieb beim Vater in New York, seine Mutter zog wenig später nach Los Angeles, um dort als Sängerin und Texterin Geld zu verdienen. Beide Eltern teilten sich das Sorgerecht, weswegen Reich zwischen 1939 und 1942 häufig mit seiner Gouvernante per Eisenbahn zwischen der amerikanischen Ost- und Westküste pendelte. Diese Bahnfahrten erhalten später eine besondere Bedeutung dadurch, dass er sich in seinem Stück Different Trains (1988) explizit auf sie beruft, als Metapher für die durch Europa rollenden Vernichtungszüge der Nazis.

„Als Jude, der in Europa geboren wäre, hätte ich zur gleichen Zeit wahrscheinlich nicht in gemütlichen Reisewagons gesessen, sondern in den Holocaust-Zügen.“

Obwohl Steve Reich einer deutsch-jüdischen Familie entstammte, wurde er atheistisch erzogen. Sein Halbbruder Jonathan Carroll ist ein erfolgreicher Schriftsteller.
Reich wuchs in bürgerlich-vorstädtischen Verhältnissen auf und kam nach eigenen Angaben bis zu seinem 14. Lebensjahr nur mit Musik der klassisch-romantischen Periode (1750–1900) in Berührung. Er erhielt auf Betreiben seines Vaters zwischen (circa) 1943 und 1946 Klavierunterricht, dem er jedoch wenig enthusiastisch gegenüberstand und den er mit zehn Jahren aus eigenem Willen abbrach.
Um 1950 hörte er erstmals Werke von Johann Sebastian Bach, beispielsweise das 5. Brandenburgische Konzert, Neue Musik wie Le sacre du printemps von Strawinski und Jazz (Charlie Parker, Miles Davis, Kenny Clarke), was ihn nachhaltig beeindruckte und dazu führte, dass er im selben Jahr Schlagzeugunterricht bei Roland Kohloff, dem späteren ersten Paukisten der New Yorker Philharmoniker, erhielt. 1953 beendete er die High School und gründete ein Bebop-Quintett, in dem er Schlagzeug spielte.

### Berufliche Laufbahn

#### Studium der Philosophie und Studium im Fach Komposition
Im selben Jahr, mit 16 Jahren, schrieb er sich an der Cornell University in Ithaca für ein Bachelorstudium in Philosophie ein. Musik belegte er nur im Nebenfach, wurde jedoch durch den dortigen Professor für Musikgeschichte, William Austin, beeinflusst und bestärkt, Komponist zu werden. 1957 schloss er das Studium der Philosophie mit einer Bachelor-Arbeit über das Spätwerk Ludwig Wittgensteins ab. Zitate von Wittgenstein verwendete er für Proverb (1995) und You Are (Variations) (2006).
Eine weitere philosophische Laufbahn schlug er jedoch nicht ein, denn er sah sich als Komponist. Besonders die Musik John Coltranes mit ihren langen Improvisationen über sehr wenige Akkorde und generell der Bebop faszinierte ihn. Nach eigenen Angaben will er John Coltrane mindestens 50 mal auf der Bühne erlebt haben. Reich nahm von 1957 bis 1958 privaten Unterricht bei dem Jazz-Komponisten und Pianisten Hall Overton und wurde mit 21 Jahren an der New Yorker Juilliard School im Fach Komposition angenommen. Dort studierte er bei Vincent Persichetti und William Bergsma. Zu seinen Mitschülern gehörte auch der spätere Komponist Philip Glass. Reich fühlte sich jedoch in dem recht akademischen Umfeld nicht besonders wohl. Zu seinem Unbehagen trug bei, dass sein bevorzugtes Instrument, das Schlagzeug, nicht als vollwertiges Instrument anerkannt wurde. Außerdem hatte er ein gespanntes Verhältnis zu seinem Vater, der von den Plänen seines Sohnes nicht begeistert war.

#### Studium im Fach Komposition und erste künstlerische Tätigkeiten
1961 heiratete Reich seine erste Frau, Joyce Barkett, und zog mit ihr nach Kalifornien.
Er studierte am Mills College in Oakland weiterhin Komposition, unter anderem bei Fakultätsprofessor Darius Milhaud und Gastprofessor Luciano Berio (dem Reich den Vorzug gab). Unter Berios Anleitung analysierte Reich Partituren von Anton Webern, die konträr zu den tonalen Harmonien standen, die Reich selbst bevorzugte. Der undogmatische Berio fragte Reich: „Wenn Sie tonale Musik schreiben wollen, wieso schreiben Sie dann keine tonale Musik?“ Reich ließ sich auch von Arnold Schoenbergs Kompositions- und Zwölftontechnik inspirieren. Reichs frühe Kompositionsversuche beinhalteten Experimente mit Zwölftonkompositionen, aber er fand die rhythmischen Aspekte der Zwölftonreihe interessanter als die melodischen Aspekte. Schoenbergs Frühwerk, sein einziges Orchesterwerk in freier Atonalität, Fünf Orchesterstücke, op. 16, Nr. 3 Farben (1909), bezeichnete er einmal als eines seiner klassischen Lieblingswerke. Als seine musikalischen Kraftquellen nannte Reich im Jahre 1995 die Musik des Barock, der Renaissance, des Mittelalters (vor allem die Komponisten Léonin und Pérotin aus dem 12. Jahrhundert), nicht-westliche Musik und Komponisten wie Johann Sebastian Bach, Antonio Vivaldi oder Wolfgang Amadeus Mozart. Allerdings räumte er auch ein, dass Musikgeschichte für ihn als Komponist im Wesentlichen mit dem Gregorianischen Gesang beginnt und 1750 mit dem Tod von Johann Sebastian Bach endet. Dann beginnt sie für ihn wieder mit Claude Debussy, Maurice Ravel, Igor Strawinsky, Béla Bartók, Anton Webern bis in die Gegenwart – Reich dazu 2011: „die gesamte klassische und romantische Periode ist angefüllt mit Genies, die ich nicht höre und von denen ich absolut nichts gelernt habe“. Am Mills College machte Reich die Bekanntschaft mit dem Kommilitonen Phil Lesh, den späteren Bassisten der Grateful Dead.
1962 las er das Buch von Arthur Morris Jones über afrikanische Trommelmusik und begann neben dem Studium am San Francisco Tape Music Center zu arbeiten, einer künstlerischen Einrichtung, die sich mit Tonbandmusik beschäftigt. Dort kam er mit Pauline Oliveros, Ramon Sender, Morton Subotnick und Terry Riley in Kontakt. Er war an der Uraufführung von Rileys In C beteiligt und schlug die Verwendung des Achtelpulses vor, der heute Standard für die Aufführung des Stücks ist. Er bemängelte die Unfreiheit in der Ausbildung, in der im Wesentlichen Aleatorik und Serialismus propagiert wurde, und verbrachte nachts viel Zeit mit Jazz, gründete eine Improvisationsgruppe, wirkte im Straßentheater der Mine Troup und nahm an einer Lightshow teil.
Im nächsten Jahr wurde sein Sohn Michael geboren, und er trennte sich von Joyce Barkett.
1963 schloss er sein Studium am Mills College mit dem Master of Arts ab und kehrte der akademischen Welt endgültig den Rücken.
Wenig später zog er wieder nach New York, wo er 1966 das Ensemble „Steve Reich and Musicians“ gründete sowie in anderen Ensembles für Neue Musik mitspielte und Stücke für diese komponierte.
Leben konnte er davon alleine jedoch nicht, aber statt sich um ein Stipendium oder eine Assistenzprofessur zu bemühen, fuhr er Taxi und arbeitete bei der Post. Zusammen mit seinem ehemaligen Kommilitonen Philip Glass gründete er kurzzeitig ein gemeinsames Umzugsunternehmen, das Chelsea Light Moving. Zwei später berühmte Komponisten, trugen so, für schmales Budget, Möbel durch New Yorker Mietshäuser.

#### Studien in Ghana, Europa und Israel
Von 1969 bis 1971 arbeitete er an der New School for Social Research in New York, unterbrochen von einem Aufenthalt in Accra, Ghana, wo er im Sommer 1970 an der Universität von Ghana für fünf Wochen Percussion-Unterricht bei Gideon Alorworye nahm. Der Lehrer machte Reich mit Polyrhythmen vertraut. Ein Ergebnis dieser Studien war die Komposition Drumming (1970–1971), die Reich schlagartig bekannt machte.
In diesen Jahren erfolgten einige Premieren in Museen statt in Konzertsälen: Die Weltpremiere von Drumming fand am 3. Dezember 1971 im Museum of Modern Art in New York statt. Premiereort von Four Organs war das Guggenheim Museum in New York. Pendulum Music wurde 1969 am Whitney Museum erstaufgeführt 69. Die Londoner Premiere von Tehillim fand in der Hayward Gallery statt.

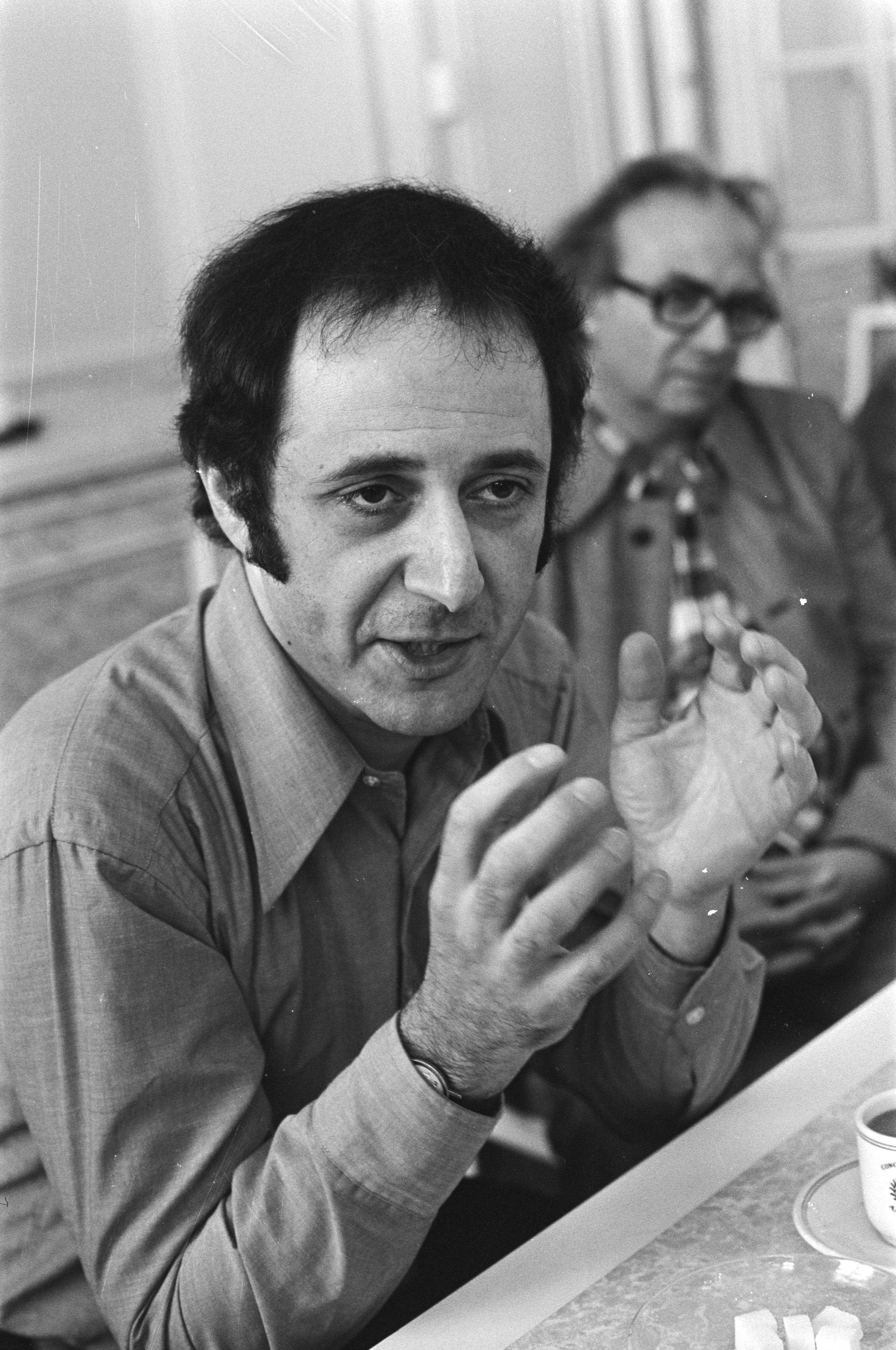
Steve Reich beim Holland Festival (1976)

In Europa waren die Arbeitsbedingungen und vor allem die Verdienstmöglichkeiten besser, weswegen er 1972 zusammen mit der Choreografin Laura Dean eine erste Europatournee unternahm und als Stipendiat des Deutschen Akademischen Austauschdienstes auch Berlin besuchte.
In den Jahren 1973 und 1974 widmete er sich Studien des balinesischen Gamelan Semar Pegulingan und Gamelan Gambang an der American Society for Eastern Arts in Seattle und in Berkeley/Kalifornien.
Im Jahre 1976, im Alter von 40 Jahren, heiratete er seine heutige Frau, die Videokünstlerin Beryl Korot, mit der er den Sohn Ezra bekam. Er wurde sich zunehmend seiner jüdischen Herkunft bewusst, besuchte Israel 1977 und bezog jüdischen Kontext in seine Arbeiten ein.
Von 1976 bis 1977 schlossen sich Studien des traditionellen Gesangs der hebräischen Schriften in New York und Jerusalem an.

#### Komponist
Seit Mitte der 1970er Jahre ist Steve Reich international einem breiten Publikum bekannt und erfolgreich. Er lebte bis 2006 in New York City, zog nach Vermont, und unternimmt ausgedehnte Tourneen mit seinem Ensemble.
Das Jahr von Steve Reichs 70. Geburtstag (2006) wurde mit Festivals und Sonderkonzerten zelebriert, die von Ensembles in der ganzen Welt organisiert waren. Anlässlich seines 75. Geburtstages wurde Steve Reich 2011 mit Konzerten rund um den Globus geehrt. Auch zu seinem 80. Geburtstag erhielt der Komponist viel Aufmerksamkeit. Inzwischen spielen auch eine Reihe von klassischen Symphonieorchestern Kompositionen von Steve Reich. Orchester mit vielen Musikern können die schwierigen Verdoppelungen der Töne, wie Reich bemerkte, manchmal besser abbilden als ein Ensemble. Vor allem die Instrumentalwerke sind heute in der konzertanten Aufführungspraxis häufig anzutreffen. Seit einigen Jahren sind die Kompositionen Reichs auch Anlass für junge Pioniere der elektronischen EDM-Musik für Remixe.
Eine Bedeutung für Reich hat das Verknüpfen von visuellen Eindrücken (Filme, Videos) und Musik (er ist mit der Videokünstlerin Beryl Korot verheiratet), welches er in seinem Werk Reich/Richter (2019) aufgriff. Gleichzeitig ist er offen, wenn seine Musik in Filme einbezogen wird. so haben einige Filmemacher Different Trains in ihre Filme eingebaut.
Die Paul-Sacher-Stiftung hat mit Steve Reich am 3. Dezember 2008 eine Vereinbarung zur Übernahme seines Musik-Archivs getroffen. Es steht der Forschung im Archiv der Stiftung in Basel zur Verfügung.
In der Spielzeit 2013/14 des MDR-Sinfonieorchester unter Kristjan Järvi war Reich Composer in Residence.

### Privates
Der Musikkritiker Alex Ross besuchte im Jahre 2000 Reich in seinem New Yorker Appartement und beschrieb ihn als unprätentiös, fast bescheiden. Schon sein Kleidungsstil spiegelte das wider: Schwarzes Button-Down-Hemd und, als Markenzeichen, eine Baseballkappe. Ross merkte an: „Wenn er zu sprechen anhebt, spürt man die besondere Geschwindigkeit seiner Gedanken. Er kann ebenso gut zuhören, wie reden, Letzteres allerdings in atemberaubendem Tempo. Er reagiert blitzschnell auf leiseste Geräusche in seiner Umgebung (…) Jedes Geräusch ist ein Informationsträger.“
Reich ist bekannt für seine zahlreichen Interviews, manche von beachtlicher Länge, was Musikjournalisten an ihm schätzen. Wenn man die Interviews liest, fällt auf, dass Reich selten etwas über sich erzählt, sondern sich immer am Thema Musik abarbeitet. Persönliche Bezüge ergeben sich nur dann, wenn es Werke betrifft, wie zum Beispiel bei Different Trains.
Aufgrund seiner Vita – Reichs Kompositionen wurden erst in den späten 1970er erfolgreich – erklärte Reich des Öfteren, dass Komponisten der Gegenwart in den USA eher arm als reich seien. Er führte dies auf fehlende Förderung zurück, im Gegensatz zu Europa; so sei ein Komponist einem hohen persönlichen Risiko bei Musikprojekten ausgesetzt. Reich gab an, auch aus diesem Grund die meisten seiner praktischen Studien in Europa gemacht zu haben.
Seit 2006 lebt Reich in der Nähe der Kleinstadt Rochester im US-Bundesstaat Vermont, ohne Zweitwohnsitz in New York. Er kommentierte dies im Jahre 2011: „Ich bin in New York City geboren, und das merkt man an meiner Stimme, am Tempo meiner Rede und an der rhythmischen Energie meiner Musik. Ich bin tatsächlich dazu gekommen, alle Städte und insbesondere New York nicht zu mögen.“

## Werk

### Chronologischer Überblick

#### Frühwerk, die Entdeckung der Phasenverschiebung und Prozessmusik

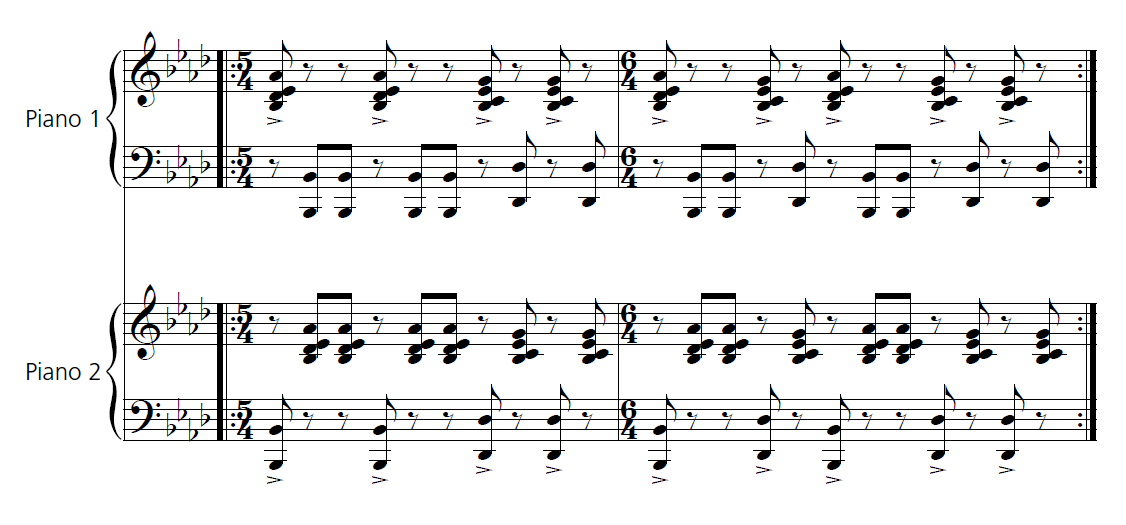
Double Sextet, 3. Satz (Auszug aus der Partitur)

Um 1958 begann Reichs aktive Schaffenszeit: Er beschäftigte sich mit elektronischer Musik und experimentierte eigenständig. Im Sommer 1970 studierte er Ewe-Trommelmusik am Institute for African Studies an der Universität von Ghana in Accra.
Im Herbst 1964 machte Reich Tonbandexperimente. Ergebnis dieser Experimente war It’s Gonna Rain (1965), nach dem Prediger Brother Walter, mit einem raffinierten rhythmischen Muster. Reichs Intention war ein „konkreter Kontrapunkt“ und eine kanonische Struktur. Reich wurde bei dieser Komposition von dem Minimalisten Terry Riley beeinflusst, dessen Arbeit In C einfache, zeitlich versetzte musikalische Muster kombiniert, um ein sich langsam veränderndes, zusammenhängendes Ganzes zu schaffen. Reich nannte sein Verfahren erstmals Prozessmusik.
In der zweiten Hälfte der 1960er Jahre begann er kurze Tonfragmente (heute würde man „Samples“ sagen) aneinander zu reihen und deren Phasen zu verschieben. Reich verwendete dazu mehrere Tonbandmaschinen (Wollensa(c)k tape recorders). Dies ist in seinen Frühwerken, It’s Gonna Rain, Melodica und Come Out zu hören. Diesen Werken folgten Werke für Klavier und elektrische Orgel (Four Organs, Piano Phase).
1966 grübelte Reich intensiver über die Mechanik der Phasenverschiebung nach, ein Thema, das ihn lebenslang beschäftigen würde. Ende 1966 nahm er ein kurzes, sich wiederholendes melodisches Pattern am Piano auf, machte eine Tonbandschleife von diesem Pattern und versuchte dann, selbst gegen diese Schleife zu spielen, genau so als wäre er ein zweites Tonbandgerät. Die Phasentechnik setzt er erstmals versuchsweise für die Filmmusik zu Robert Nelsons Kurzfilm Oh Dem Watermelons (1965) ein. Für drei Filme von Robert Nelson schrieb Reich die Filmmusiken: Plastic Haircut, Oh Dem Watermelons und Thick Pucker.
Im Jahr 1967 übertrug er diese Phasentechnik auf Instrumentalmusik, in seinem rund 20-minütigen Schlüsselwerk Piano Phase. Es besteht aus Permutationen der ersten sechs Töne der A-Dur-Tonleiter, gespielt von zwei Pianisten. Zwei Pianisten spielen das gleiche wiederholte Pattern, und einer variiert leicht das Tempo und manchmal einen Einzelton, so dass sie sich gegeneinander verschieben und wieder zusammenkommen.
Darin erkennt man Reichs neue Technik: Wie ein kühl distanzierter Prozess zunehmend mit Emotion aufgeladen wird. Reich formulierte seine neue Ästhetik in einem Essay mit dem Titel Music as a Gradual Process und kommentierte dazu:

„Mich interessieren wahrnehmbare Prozesse […] Ich möchte den Prozess die ganze Zeit hören können, solange die Musik erklingt.“

In dieser Aussage steckt Reichs Ablehnung der Klassifikation seiner Werke in minimalistisch oder postminimalistisch – Reich meint Prozessmusik, die Entwicklung, Variation und Zyklus als kompositorischen Ansatz.

#### Erste Erfolge
In den Folgejahren wandte Reich diese Techniken konsequent in Vokal- und Orchesterwerken an. Seine Hinwendung zur Minimal Music entsprang seiner Kritik am Serialismus, den er in der akademischen Ausbildung studierte und als „Establishment“ ablehnte. Reichs Leidenschaft für rhythmische, perkussive Klänge, die Ablehnung der seriellen Musik (Gegenposition zum eurozentristischen Avantgarde-Begriff) und der Einsatz von Wiederholung und „Phasing“ spiegelte eines seiner Hauptwerke, das viel beachtete Drumming (1971), eindrucksvoll wider.
Das rund 85-minütige Werk Drumming machte Reich, damals 34 Jahre alt, schlagartig bekannt. Als die minimalistische „Urzelle“ von Konrad Heidkamp erkannt oder vielmehr als das „erste Meisterwerk“ des Minimalismus, wie K. Robert Schwarz schrieb, war Drumming eine vitale Komposition, von der man später behauptete, sie habe den Verlauf der Musikgeschichte geändert. Stellvertretend steht die Komposition für den Aufstand von Metrum, Rhythmus und Tonalität wider den Serialismus der europäischen Avantgarde. Es beseitigt alle Grenzzäune als Crossover zwischen Popmusik und der Klassik. Es ist monorhythmisch, ein Mantra sich wandelnder und überlagernder Phrasen, passend zu dem psychedelischen Zeitgeist. Jeder der vier Sätze ist einer andern Schlagzeugbesetzung gewidmet: Im ersten Satz sind es vier Spieler mit je zwei Bongos, im zweiten Satz sechs Spieler an drei Marimbas, im dritten Satz drei Glockenspiele mit Begleitung (sechs Spieler), und im vierten Satz vereinen sich alle Schlaginstrumente und das zwölfköpfige Ensemble zu einem Feuerwerk aus Rhythmus und Licht, aus Energie und Ekstase.

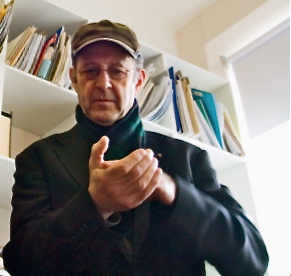
Steve Reich erklärt Clapping Music (2006)

Reich setzt auch unkonventionelle Instrumente ein, so etwa menschliches Händeklatschen (Clapping Music, 1972) oder Schlaghölzer (Music for Pieces of Wood, 1973). In dieser Zeit schrieb er Werke wie Music for Mallet Instruments, Voices and Organ (1973) und Six Pianos (1973).
Ein Schlüsselwerk ist Music for 18 Musicians, eine notierte Komposition für 18 Instrumentalisten, welches er nach seiner post-minimalistischen Wende zwischen 1974 und 1976 schrieb. Music for 18 Musicians wurde 1976 in New York erstaufgeführt und 1978 als Tonträger herausgebracht. Mit Music for 18 Musicians konnte Reich das Phasing-Verfahren differenzieren und auf ein Ensemble übertragen: Durch den Einsatz mehrerer Instrumente erzielte Steve Reich hochkomplexe Gitter aus vielfältigsten rhythmischen Strukturen. In seinen beiden später entstandenen kürzeren Kompositionen Music for a Large Ensemble (1978) und Octet (1979) führte Reich den eingeschlagenen Weg fort, während er in Tehillim (1981) für Stimmen und Ensemble erstmals seine jüdische Herkunft musikalisch thematisierte. Tehillim (1981), Hebräisch für Psalmen, ist das erste von Reichs Werken, das ausdrücklich auf seinen jüdischen Hintergrund zurückgreift.

#### Werke in den 1980er Jahren
Reichs Werk nahm in den 1980er Jahren mit der Einführung historischer Themen sowie Themen aus seinem jüdischen Erbe einen dunkleren Charakter an. In den 1980er Jahren entstanden zwei weitere Hauptwerke, die weit über die Klassik- und Avantgardeszene hinaus eine immense popkulturelle Wirkung entfalteten. Zum einen brachte er mit dem E-Gitarristen Pat Metheny Electric Counterpoint (1987) heraus, ein dreiteiliges Stück für neun elektrische Saiteninstrumente.
Zum anderen erschien sein vielleicht wichtigstes und sehr biografisches Album Different Trains (1988). Die New York Times pries Different Trains als „Werk von solch erstaunlicher Originalität, dass es kaum weniger als einen Durchbruch bezeichnet … hinterlässt einen erschütternden Gefühlseindruck“. Different Trains ist eine Komposition für Tonband und Streichquartett und zählt zu den bekanntesten Werken des Komponisten. Originaltöne von Holocaust-Überlebenden, Zuggeräusche sowie Stimmen vom Schaffner und von der Kinderfrau, die ihn auf den Fahrten begleitete, legte Reich in Loops übereinander und ermöglichte so eine Hörerfahrung synchroner historischer Ereignisse.
Sowohl Different Trains (1988) als auch Desert Music (1984) zeigen Bezüge zum weiträumigen Westen der USA, was im Gegensatz zum großstädtischen Wohnumfeld Reichs steht.

#### Werke in den 1990er Jahren
Populär wurde Reichs Typing Music (1993), ein Stück aus seinem multimedialen Vokalwerk The Cave. Die Komposition City Life (1995) ist ein vielschichtiges Klangporträt von New York City. In den 1990er entstehen einige bekannte Werke, die für Marimba oder Schlagwerk geschrieben wurden, wie Nagoya Marimbas (1995) oder Know what is above (1999), aber auch für Gitarre, wie Nagoya Guitar (1994). Die vielleicht auffälligste Komposition ist Proverb (1995) für drei Soprane, zwei Tenöre, zwei Vibraphone und zwei elektrische Orgeln. Eingebettet ist ein Text von Ludwig Wittgenstein aus Vorlesungen über die Philosophie der Psychologie (1946–1947). Proverb klingt wie eine mittelalterliche Polyphonie. In dieser Periode experimentierte Reich mit der Melodie der Sprache.

#### Werke in den 2000er Jahren
Reich komponierte in den 2000er Jahren einige Instrumentalstücke, die er für Aufführungen in Konzerthäusern geschrieben hatte, wie Dance Patterns (2002) oder Cello Counterpoint (2003). Ein Teil seiner Arbeiten befassten sich mit Variationen eines Themas, wie You Are (Variations) (2004) oder Daniel Variations (2006).
Besondere Aufmerksamkeit erhielt seine Komposition Double Sextet (2007), eine Auftragsarbeit für Eighth Blackbird. Reich kommentierte, dass er sich beim Komponieren des 22-minütigen Stücks mit Igor Strawinskis Agon (1957) als Modell beschäftigt hatte. Es ist unterteilt in drei Sätze mit den Tempi Schnell, Langsam und Schnell. Das Stück wird kraftvoll rhythmisch angetrieben durch zwei Klaviere und zwei Vibraphone. Für diese Komposition erhielt Reich 2009 Pulitzer Prize for Music.
Ein weiteres wichtiges Werk war 2×5 (2008), ebenfalls mit drei Sätzen (Schnell, Langsam und Schnell) und ca. 20 Minuten Dauer. Reichs Motivation war es, nach ähnlichem Muster wie Double Sextet, mit 2×5 ein Rock’n Roll-Stück zu schreiben.
Ein zusätzlicher Aspekt seiner Arbeit waren gesellschaftliche Kommentare. Die 2002 erschienene Video-Oper Three Tales bezieht sich auf 100 Jahre Technologiegeschichte der Menschheitsgeschichte und thematisiert die Explosion des Luftschiffs Hindenburg (Zeppelin LZ 129) in Lakehurst (New Jersey, USA) („Hindenburg-Katastrophe“ 1937), US-Kernwaffentests auf dem Bikini-Atoll und das Klonschaf Dolly. In einem Interview aus 2000 beschrieb Reich seine Neigung zu Technologie und deren Entwicklung.
Zum Ende des Jahrzehnts reflektierte Reich die Terroranschläge am 11. September 2001 auf das World Trade Center in New York in der Komposition WTC 9/11 (2009-10). WTC 9/11 ist ein 16-minütiges Werk für Streichquartett und zwei Quartette auf Tonband, geschrieben für das Kronos Quartet. Das dreisätzige Werk wird ohne Pause in durchgängigem Tempo gespielt; das Tonband enthält auch dokumentarisches Material zum Anschlag.

#### Werke in den 2010er Jahren
In den 2010er Jahren stehen Instrumentalwerke im Mittelpunkt seiner Kompositionen. Radio Rewrite (2012) wurde 2013 von der London Sinfonietta erstaufgeführt und stieß auf positive Kritiken. Es verwendet Material der britischen Gruppe Radiohead und baut Brücken zur populären Musik. Mit Quartet (2013) und Pulse (2015) wandte sich Reich wieder der für ihn typischen Ensemble-Musik zu, während er mit Runner (2016) und Music for Ensemble and Orchestra (2018) größere Formate wählte. Music for Ensemble and Orchestra war sein erstes Werk für ein großes Orchester.
2019 entstand die Komposition Reich/Richter als Ergebnis einer gegenseitigen Hommage von Steve Reich und dem Maler Gerhard Richter. Hier verbindet Reich Musik mit Video, einem Format, das Reich technologisch interessiert. Reichs Musik begleitet einen Film von Gerhard Richter und Corinna Belz. Im Jahr 2011 fertigte der Maler Richter eine Reihe von Bildern als Hommage an den Komponisten Reich an, was Reich zum Stück Reich/Richter inspirierte.

### Auftragswerke
Über die Jahre hat Steve Reich zahlreiche Auftragswerke geschrieben, darunter für das Londoner Barbican Centre, die New Yorker Carnegie Hall, das Holland-Festival, das San Francisco Symphony Orchestra, The Rothko Chapel, die Wiener Festwochen, das Berliner Hebbel-Theater, den Gitarristen Pat Metheny (im Auftrag der Brooklyn Academy of Music), das Spoleto-Festival in den USA, den Westdeutschen Rundfunk (WDR), die Turiner Settembre Musica, den Klarinettisten Richard Stoltzman (im Auftrag der Fromm Music Foundation), das Saint Louis Symphony Orchestra, Kronos Quartet (im Auftrag von Betty Freeman) und das Festival d’Automne in Paris, anlässlich des 200. Jahrestages der Französischen Revolution.

### Werkeinordnung

#### Zwischen Minimal Music und zeitgenössischer Musik
Seine Kompositionen werden oft der (American) Minimal Music zugeordnet, oft auch als Vertreter postminimalistischer Musik bezeichnet. Auch die Bezeichnung „Neue Musik“ oder „Avantgarde“ werden verwandt. Der Komponist Steve Reich selbst positionierte sich in Kommentaren und Interviews gegen eine Kategorisierung (Steve Reich: „Ich bin daran interessiert, das zu tun, was mich wirklich interessiert, und das ändert sich ständig.“). Der minimalistische Eindruck entsteht aus Reichs Sicht durch die Verlangsamung des harmonischen Rhythmus. Er zog auch den Vergleich, dass die Vielschichtigkeit des Impressionismus in der Malerei, es auch schwer macht, den Komponisten der Gegenwart ein bestimmtes Etikett aufzustempeln. Richtiger, weil abschließende Epochen noch nicht definiert werden können, ist wohl der Begriff Zeitgenössische Musik.
Für Alex Ross ist der Begriff Minimalismus viel zu diffus oder ungenau. Reich, wie auch andere amerikanische Minimalisten, sieht er in der Nachfolge amerikanischer Komponisten der Avantgarde, wie Herny Cowell, Lou Harrison, Conlon Nancarrow oder Morton Feldman, die sich nicht-westlicher Musiktraditionen bedienten oder, wie bei Feldmann, sich minimaler Klangpakete über zeitlich lange Strecken verteilten. Er sieht Reich als Vertreter einer harmonischen Musiksprache, die zu einer modernen Tonalität führte. Die Werke der mittleren oder späteren Schaffensperiode Reichs sind kompositorisch alles andere als minimalistisch, eher komplex. Reich selbst bemerkte dazu, dass sein Werk ab Music for Mallet Instruments, Voices and Organ (1973) kaum als minimalistisch eingestuft werden kann.

#### Generelle Einflüsse auf das Werk
Reich komponierte über viele Jahre kammermusikalische Musik. Viele Kompositionen wurden für Besetzungen geschrieben, die Reich zusammen mit seinem Ensemble (Steve Reich and Musicians) aufführen konnte. Daneben schrieb er auch Musik für Solisten. Seine Werke für mehrköpfige Ensembles wurde mit zunehmender Bekanntheit Reichs dann auch von Orchestern adaptiert. The Four Sections, Concerto for Orchestra (1987) ist wohl die erste Komposition, die Reich im Hinblick auf Orchesteraufführungen schrieb.
Speziell bei Reich muss dem noch hinzugefügt werden, dass Reich als ausgebildeter Pianist und Schlagzeuger sehr viel Augenmerk auf Rhythmus legt, was der häufige Einsatz von unterschiedlichen Schlaginstrumenten oder der oft perkussive Einsatz des Klaviers in seinen Kompositionen belegt. Typisch für Reich sind auch Einbettungen von Tonbandaufnahmen mit Stimmen.

#### Aussagen des Komponisten
Seine Motivation zu komponieren beschrieb Reich wie folgt:

„Ich möchte nicht interessant sein, ich möchte leidenschaftlich geliebt oder leidenschaftlich gehasst werden.“

Seinen Anspruch an Musik beschrieb er wie folgt:

„Gute Kunstmusik ist aus meiner Sicht immer unterhaltsam.“

„Musik muss das Herz berühren. Gleichzeitig müsse sie einer ‚leidenschaftslosen Analyse‘ standhalten können, damit sich auch kommende Generationen dafür interessieren“, sagte Reich in einem Interview mit der ZEIT 1997 (31. Oktober 1997).

#### Kompositionsansätze
Reichs Kompositionen sind durch Raffinesse, repetitive Ästhetik und rhythmische Komplexität gekennzeichnet. Kompositionsansätze oder -techniken, die Steve Reich anwendet oder verknüpft sind u. a.
- statische Harmonie
- Wiederholung
- additive (hinzugefügte) Elemente
- Phasenverschiebung
- Kanontechnik
- Einbettungen von Tonbandaufnahmen
- linearer Prozess
- Pattern (kurzen Melodie- und Rhythmuseinheiten)
- rhythmische Strukturen in einer Textur
- Harmonien und Melodien
- Variationen
- Bezüge zur Musik des Mittelalters, Barock, Amerikanischer Jazz (ca. 1950–1965)
- Einbeziehung nicht-westlicher Musik.

#### Bedeutung für andere Komponisten
Für junge, zeitgenössische Komponisten gehört Steve Reich zu den prägenden Vorbildern. So äußerten sich u. a. Michael Gordon, David Lang und Julia Wolfe.
Der US-Komponist John Adams schrieb 1997: „Vielleicht hat die Tatsache, dass er ein Außenseiter ist, zur einzigartigen Originalität seiner Musik beigetragen, einer Musik, die heute zu einem der bekanntesten Stile der Welt geworden ist (…) Reich hingegen wollte das Lustprinzip der zeitgenössischen Musik wiederherstellen (…) Pulsation und Tonalität waren für ihn nicht nur kulturelle Artefakte. Sie waren das Lebenselixier der musikalischen Erfahrung, der Naturgesetze. Es war sein Triumph, einen Weg zu finden, diese Grundprinzipien zu akzeptieren und dennoch eine Musik zu schaffen, die sich echt und neu anfühlte. Er hat das Rad nicht so sehr neu erfunden, als er uns eine neue Fahrweise zeigte.“

## Rezeption
Seine Musik ist im besten Sinne Zeitgeschichte, reflektiert zeitgenössisches Leben und Denken, Ängste und Freuden der Gegenwart. Steve Reichs Kompositionen sind, in weiten Teilen, technisch betrachtet, das prähistorische Urmodell all dessen, was man heute als Loops, Samplings etc. bezeichnet. Entsprechend zeichnet sie sich vor allem durch zwei Hauptmerkmale aus: Zum einen repetitive, dem Mantra-gleiche Strukturen, die durch ein Abfolgen in konstanter Wiederholung kleinster melodischer, rhythmischer oder harmonischer Teile entsteht. Und das sogenannte Phase-Shifting, eine Phasenverschiebung dieser Einzelteile in verschiedenen Stimmen, die einen wahrnehmbaren Klangteppich kreieren.

„Ich freue mich, wenn Leute sich mit meinen Werken auseinandersetzen. Musiker, die ich zum Teil gar nicht kenne und 40 Jahre jünger sind als ich interessieren sich für meine Arbeit. Jeder Mensch ist froh, wenn die Dinge, die er tut für andere nützlich sind und ich weiß, dass meine Musik Komponisten wie Michael Nyman, David Lang oder Phil Glass beeinflusst hat.“

Bemerkenswert ist auch die Interaktion der Kompositionen Reichs zwischen dem Rückgriff auf vorangegangene populäre oder Jazzmusik und gleichzeitig dem Einbinden neuster Musikströmungen. Ausdruck der Interaktion ist Radio Rewrite (2013), eine Neuinterpretation seines Rockansatzes von Electric Counterpoint und einiger früherer Stücke. Inspirative Ausgangspunkte der Komposition sind zwei Radiohead-Tracks Jigsaw Falling Into Place und Everything In Its Right Place.
Es ist auch unbestritten, dass Reichs Techniken andere Künstler inspirierten. Beispielhaft seien Michael Nyman, Philip Glass, Lou Reed, Brian Eno oder John Cale genannt. Brian Eno besuchte 1974 ein Konzert von Steve Reich und Musikern und war fasziniert von der Musik und der Phasenverschiebung. Für das Album For your Pleasure von Roxy Music baute Eno eine Phasenverschiebung ein, später adaptierte er als Solokünstler diese Ansätze in seiner Ambient Music. Der britische Pop-Rock-Musikers Peter Gabriel wurde nach seiner Aussage durch die Komposition Music for 18 Musicians von Reich bei der Instrumentierung seines Liedes No Self Control inspiriert.
Die britische Tageszeitung The Guardian schrieb über sein Lebenswerk: „Es gibt bloß eine Handvoll lebender Komponisten, die zu Recht für sich beanspruchen können, den Verlauf der Musikgeschichte geändert zu haben, und Steve Reich ist einer von ihnen.“

## Interpreten
Bedeutende Orchester und Ensembles auf der ganzen Welt haben Steve Reichs Musik aufgeführt, etwa das London Symphony Orchestra, das San Francisco Symphony Orchestra und das Boston Symphony Orchestra, allesamt unter Michael Tilson Thomas, das San Francisco Symphony Orchestra unter Edo de Waart, die New Yorker Philharmoniker unter Zubin Mehta, das Ensemble Modern unter Bradley Lubman, das Ensemble Intercontemporain unter David Robertson, London Sinfonietta unter Markus Stenz und Martyn Brabbins, das Theater of Voices unter Paul Hillier, das Schönberg Ensemble unter Reinbert de Leeuw, das Brooklyn Philharmonic Orchestra unter Robert Spano, das Saint Louis Symphony Orchestra unter Leonard Slatkin, das Los Angeles Philharmonic unter Neal Stulberg, BBC Symphony Orchestra unter Peter Eötvös. In Deutschland u. a. das MDR-Sinfonieorchester unter Kristjan Järvi. Auch zahlreiche Ensembles u. a. Bang on a Can interpretierten Reichs Werke.
Einige namhafte Choreographen haben Balletttänze zu Steve Reichs Musik aufgeführt, darunter Anne Teresa de Keersmaeker („Fase“, 1983, zu vier frühen Werken sowie zu Drumming, 1998, und „Rain“ zu Music for 18 Musicians), Jirí Kylían („Falling Angels“ zu Drumming Part I), Jerome Robbins für das New York City Ballet (Eight Lines) und Laura Dean, die Sextet in Auftrag gab. Das daraus entstandene Ballettstück, „Impact“, wurde beim Next Wave Festival der Brooklyn Academy of Music uraufgeführt und brachte Steve Reich und Laura Dean 1986 einen Bessie Award ein. Weitere herausragende Choreographen, die mit Reichs Musik gearbeitet haben, sind Eliot Feld, Alvin Ailey, Lar Lubovitch, Maurice Béjart, Lucinda Childs, Siobhan Davies und Richard Alston.

## Auszeichnungen (Auswahl)
| Jahr | Auszeichnung |
| ---- | --- |
| 1989 | Grammy für die Komposition Different Trains                                                                                       |
| 1994 | Aufnahme in die American Academy of Arts and Letters                                                                              |
| 1995 | Aufnahme in die Bayerische Akademie der Schönen Künste                                                                            |
| 1999 | Grammy für die Komposition Music for 18 Musicians                                                                                 |
| 1999 | Ernennung zum Commandeur de l’ordre des Arts et Lettres                                                                           |
| 2000 | Schuman-Price der Columbia University                                                                                             |
| 2000 | Montgomery Fellowship vom Dartmouth College                                                                                       |
| 2000 | Regent’s Lectureship an der University of California in Berkeley                                                                  |
| 2000 | Ehrendoktor des California Institute of the Arts                                                                                  |
| 2000 | Wahl zum Composer of the Year von Musical America                                                                                 |
| 2006 | Praemium Imperiale („Nobelpreis der Künste“) in der Sparte Musik                                                                  |
| 2007 | Polar-Musikpreis |
| 2007 | Aufnahme in die American Academy of Arts and Sciences                                                                             |
| 2007 | Aufnahme von „It’s Gonna Rain“ in die Wire-Liste The Wire’s „100 Records That Set the World on Fire (While No One Was Listening)“ |
| 2009 | Pulitzer-Preis für die Komposition Double Sextet                                                                                  |
| 2011 | Ehrendoktor des New England Conservatory of Music                                                                                 |
| 2012 | „Gold Medal in Music“ der American Academy of Arts and Letters                                                                    |
| 2013 | BBVA Foundation Frontiers of Knowledge Award in der Kategorie „Zeitgenössische Musik“                                             |
| 2014 | Goldener Löwen im Rahmen des 58. Internationalen Festivals Zeitgenössischer Musik auf der Biennale von Venedig                    |
| 2016 | Ehrendoktor des Royal College of Music in London                                                                                  |
| 2016 | Österreichisches Ehrenzeichen für Wissenschaft und Kunst                                                                          |

## Kompositionen (chronologisch)

### 1960er Jahre
- Filmmusik für Plastic Haircut, for tape (1963)
- Music for two or more pianos (1964)
- Livelihood (1964)
- It’s Gonna Rain (1965)
- Filmmusik für Oh Dem Watermelons, for tape (1965)
- Come Out (1966)
- Melodica, for melodica and tape (1966)
- Reed Phase, for soprano saxophone or any other reed instrument and tape, or three reed instruments (1966)
- Piano Phase, for two pianos, or two marimbas (1967)
- Slow Motion Sound, concept piece (1967)
- Violin Phase, for violin and tape or four violins (1967)
- My Name Is, for speaking voices (1967)
- Pendulum Music, for microphones and amplifiers (1968)
- Pulse Music, for phase shifting pulse gate (1969)
- Four Log Drums, for four log drums and phase shifting pulse gate (1969)

### 1970er Jahre
- Four Organs, for four electric organs and maracas (1970)
- Phase Patterns, for four electric organs (1970)
- Drumming, for 4 pairs of tuned bongo drums, 3 marimbas, 3 glockenspiels, 2 female voices, whistling and piccol (1970–71)
- Clapping Music, for two musicians clapping (1972)
- Music for Pieces of Wood, for five pairs of tuned claves (1973)
- Music for Mallet Instruments, Voices and Organ (1973)
- Six Pianos (1973) (auch arrangiert als Six Marimbas (1986) und Piano Counterpoint (2011))
- Music for 18 Musicians (1974–76)
- Music for a Large Ensemble (1978)
- Variations for Winds, Strings, and Keyboards for solo instruments and orchestra (1979)
- Octet for flutes, pianos, woodwinds and strings (1979)

### 1980er Jahre
- Marimba Phase (1980)
- Tehillim for voices and ensemble (1981)
- Vermont Counterpoint, for amplified flute and tape (1982)
- Eight Lines (1983)
- The Desert Music, for choir and orchestra or voices and ensemble (1984) (mit Texten von William Carlos Williams)
- Sextet, for two pianos, synthesizer and percussion (1984)
- New York Counterpoint, for amplified clarinet and tape, or 11 clarinets and bass clarinet (1985)
- Six Marimbas (1986)
- Three Movements for orchestra (1986)
- Electric Counterpoint, for electric guitar or amplified acoustic guitar and tape (1987)
- The Four Sections, for orchestra (1987)
- Different Trains, for string quartet and tape (1988)

### 1990er Jahre
- The Cave, multimedia oratorio in three parts, for four voices, ensemble and video (1990–93)
- Duet, for two violins and string ensemble (1993) (Yehudi Menuhin gewidmet)
- Typing Music (aus: The Cave, 1993)
- Nagoya Marimbas, for two marimbas (1994)
- Proverb for voices and ensemble (1995) (mit einem Text von Ludwig Wittgenstein)
- City Life, for amplified ensemble (1995)
- Nagoya Guitars (1994, transcribed 1996)
- Triple Quartet, for amplified string quartet (with prerecorded tape), or three string quartets, or string orchestra (1998)
- Know What Is Above You,for four women’s voices and 2 tamborims (1999)

### 2000er Jahre
- Electric Guitar Phase (2000)
- Tokyo/Vermont Counterpoint, for marimbas (2000)
- Three Tales, for video projection, five voices and ensemble (1998–2002) (mit Beryl Korot)
- Dance Patterns, for 2 xylophones, 2 vibraphones and 2 pianos (2002)
- Cello Counterpoint, for amplified cello and multichannel tape (2003)
- You Are (Variations), for voices and ensemble (2004)
- For Strings (with Winds and Brass), for orchestra (1987/2004)
- Variations for Vibes, Pianos and Strings, dance piece for three string quartets, four vibraphones, and two pianos (2005)
- Daniel Variations for four voices and ensemble (2006)[31]
- Double Sextet, for 2 violins, 2 cellos, 2 pianos, 2 vibraphones, 2 clarinets, 2 flutes or ensemble and pre-recorded tape (2007)
- 2×5, for 2 drum sets, 2 pianos, 4 electric guitars and 2 bass guitars (2008)
- Mallet Quartet, for 2 marimbas and 2 vibraphones or 4 marimbas (or solo percussion and tape) (2009)

### 2010er Jahre
- WTC 9/11, for string quartet and tape (2009–2010)
- Radio Rewrite, for ensemble (2012)[32]
- Quartet, for 2 Vibraphones and 2 Pianos (2013/2014)
- Pulse, for winds, strings, piano and electric bass (2015)
- Runner, for large ensemble (2016)
- Music for Ensemble and Orchestra (2018)
- Reich/Richter, for large ensemble of 14 players (2019) (Filmmusik für Film über Gerhard Richter von Corinna Belz)[22]

## Musik-Verlag
Steve Reich veröffentlicht seine Werke bei Boosey & Hawkes, einem Unternehmen von Concord Records.

## Film
- Steve Reich, Phase to Face. Dokumentation, Frankreich, 2009, 52 Min., Regie: Éric Darmon und Frank Mallet, Produktion: Arte France, Mémoire Magnétique, deutsche Erstausstrahlung: 28. September 2009 (DVD-Veröffentlichung 02/2011 bei EuroArts – Katalog-Nr. 3058128).

## Hörbeispiele
- Clapping Music (1972) (Steve Reich und Kristjan Järvi), Salle Pleyel, Paris, 2014